# Sylvain De Bie
Sylvain De Bie (Lier, 10 september 1921 - aldaar, 16 maart 1993) was een Belgisch kunstschilder.
Hij studeerde aan het Nationaal Hoger Instituut voor Schone Kunsten te Antwerpen. Hij was gelijktijdig directeur van de Lierse Kunsthumaniora en de Lierse tekenschool. De Bie was een verdienstelijk directeur voor het het Vlaamse Deeltijds Kunstonderwijs. Hij was medestichter van de directeursvereniging voor directeurs van Beeldende Kunsten in Vlaanderen: Codibel.
Hij was ook graficus, publiciteitsontwerper en designer.